# دهستان چاراویماق جنوب شرقی
دهستان چاراویماق جنوب شرقی یکی از دهستان‌های استان آذربایجان شرقی است که در بخش شادیان شهرستان چاراویماق واقع شده‌است.